# Aphrodite's Child
Aphrodite's Child was een Griekse progressieve-rockband.
De groep bestond uit Demis Roussos (zang, bas), Vangelis Papathanasiou (toetsen), Loukas Sideras (drums) en Anargyros Koulouris (gitaar), laatstgenoemde alleen lid van de groep voor vertrek uit Griekenland en op het laatste album 666. Aphrodite's Child had in de jaren 1968-1971 een aantal hits in Europa, zoals Rain and tears, I want to live, Marie Jolie, It's five o'clock en Spring summer winter and fall. Nog voor het verschijnen van het conceptalbum 666, vertrok Roussos met Koulouris, Lucas, Harris Chalkitis en Lakis Vlavianos op tournee als Demis from Aphrodite's Child, omdat Vangelis niet meer wilde toeren. Na de release van zijn solosingle We Shall Dance, viel de groep uit elkaar. Vangelis maakte het album 666 zelf af in 1971, maar het duurde tot eind 1972 voordat de platenmaatschappij het wilde uitbrengen.
Toen de groep ontbonden werd, werd Demis Roussos zeer succesvol als solo-artiest met een flink aantal hits. Ook Vangelis boekte succes, onder andere met filmmuziek. Lucas Sideras maakte twee minder succesvolle lp's.
Op 15 juni 2016 werd het 192 Museum geopend in Nijkerk (Nederland) door de twee kinderen van Roussos. Ook in dit museum werd zijn periode met Aphrodite's Child uitgebreid belicht. Het museum is in 2018 verhuisd naar Athene.

## Discografie

### Albums
| Album met eventuele hitnotering(en) in de Nederlandse Album Top 100 | Datum van verschijnen | Datum van binnenkomst | Hoogste positie | Aantal weken | Opmerkingen |
| ------------------------------------------------------------------- | --------------------- | --------------------- | --------------- | ------------ | ----------- |
| End of the world                                                    | 1968                  | -                     |                 |              |             |
| It's five o'clock                                                   | 1969                  | -                     |                 |              |             |
| 666                                                                 | 1972                  | -                     |                 |              |             |

### Singles
| Single met eventuele hitnotering(en) in de Nederlandse Top 40 | Datum van verschijnen | Datum van binnenkomst | Hoogste positie | Aantal weken | Opmerkingen                              |
| ------------------------------------------------------------- | --------------------- | --------------------- | --------------- | ------------ | ---------------------------------------- |
| Rain and tears                                                | 1968                  | 17-08-1968            | 2               | 14           | #2 in de Parool Top 20                   |
| I want to live                                                | 1969                  | 21-06-1969            | 1(1wk)          | 12           | #1 in de Hilversum 3 Top 30              |
| Marie Jolie                                                   | 1969                  | 20-12-1969            | 4               | 8            | #7 in de Hilversum 3 Top 30              |
| It's five o'clock                                             | 1970                  | 07-03-1970            | 12              | 6            | Alarmschijf/#11 in de Hilversum 3 Top 30 |
| Spring, summer, winter and fall                               | 1970                  | 15-08-1970            | 12              | 8            | #12 in de Hilversum 3 Top 30             |
| Such a funny night                                            | 1971                  | 18-09-1971            | 9               | 7            | #10 in de Daverende Dertig               |
| Break                                                         | 1972                  | 09-12-1972            | 30              | 5            | Alarmschijf / #24 in de Daverende Dertig |

### NPO Radio 2 Top 2000
| Nummers met noteringen in de NPO Radio 2 Top 2000 | '99  | '00 | '01 | '02 | '03 | '04  | '05  | '06  | '07 | '08  | '09  | '10  | '11  | '12  | '13  |
| ------------------------------------------------- | ---- | --- | --- | --- | --- | ---- | ---- | ---- | --- | ---- | ---- | ---- | ---- | ---- | ---- |
| I Want to Live                                    | -    | -   | -   | -   | -   | -    | 1611 | 1473 | 927 | 1684 | -    | 1759 | -    | -    | -    |
| It's Five O'Clock                                 | 1152 | -   | 873 | 978 | 608 | 1076 | 1157 | 1214 | 972 | 1004 | 1561 | 1474 | 1879 | -    | -    |
| Rain and Tears                                    | 489  | 278 | 253 | 264 | 399 | 290  | 337  | 428  | 280 | 333  | 700  | 466  | 743  | 1242 | 1655 |

1. ↑  Een '-' betekent dat het nummer niet was genoteerd en een vetgedrukt getal geeft de hoogste notering van een nummer aan.
2. ↑  Deze tabel is bijgewerkt tot en met de laatste editie (2024).